# داني موير
داني موير هو راقص على الجليد كندي، ولد في 23 مايو 1980 في لندن في كندا.

## وصلات خارجية
- داني موير على موقع الاتحاد الدولي للتزلج (الإنجليزية)